# Richard Butler (1er vicomte Mountgarret)
Pour les articles homonymes, voir Richard Butler (homonymie) et Butler.
Richard Butler, 1er vicomte Mountgarret (1500 - 20 mai 1571) est le fils de Piers Butler (8e comte d'Ormonde) et de Lady Margaret Fitzgerald. Il épouse sa cousine germaine Eleanor Butler, fille de Theobald Butler de Polestown, le frère illégitime de Piers Butler 8e comte d'Ormonde. Il est créé vicomte Mountgarret en 1550.

## Carrière
Butler reconstruit la maison tour de Mountgarret dans le comté de Wexford. Il est décrit comme un "chevalier de belle prestance, et un homme aussi beau qu'on puisse le voir", et rend des services à la Couronne d'Angleterre. En guise de récompense, les lords du conseil, dans leur lettre au Lieutenant adjoint, St. Leger, datée de Windsor le 5 août 1550, transmettent les instructions du roi Edouard VI d'Angleterre de le créer vicomte Mountgarret. Ceci est fait par brevet, portant la date de Dublin le 23 octobre.
Sous les règnes d'Édouard VI et de la reine Mary, il est gardien du château de Ferns. Le 20 mars 1558, il participe à une commission de loi martiale avec Nicholas Devereux pour les territoires de Fassaghbentry et du pays de LeMoroe. Le 13 avril 1559, il fait partie de deux commissions " pour la préservation de la paix dans les comtés de Kilkenny, Tipperary et Wexford ", pendant l'absence du lieutenant adjoint, Lord Sussex, dans le nord, lors de son expédition contre Shane O'Neill. Le 12 janvier suivant, il est présent au Parlement.
Il meurt en 1571 et est enterré aux côtés de ses ancêtres dans la Cathédrale St. Canice, ville de Kilkenny.

## Mariage et enfants
Il épouse Eleanor, fille de Theobald Butler de Nechum (ou Polestown) dans le comté de Kilkenny, par qui il a Edmund, son successeur.
Il se remarie avec Catherine, fille et héritière de Peter Barnewall de Stackallan dans le comté de Meath, et par elle il a un fils Barnewall, qui meurt célibataire.
Il se remarie en 1541 avec Anne, fille de John Plunket, Lord Killeen, dont il divorce dès la première année de leur mariage. 
Ils a en tout cinq fils et quatre filles :
- Edmund Butler (2e vicomte Mountgarret) (c.1562 - 1602), épouse Grania FitzPatrick et a des enfants[3]
- Burnewall
- Pierce Butler, ancêtre de la famille de Carter, autrement Clounegeragh,
- John, qui laisse des enfants.
- Thomas, qui laisse des enfants.
- Ellice ou Cicely mariée à Walter Walsh de Castlehoel (Kilkenny)
- Margaret, qui épouse Nicholas Devereux le jeune, de Ballymagin, Wexford, et n'a pas d'enfants.
- Lady Eleanor Butler (Elinor), (morte en 1601), qui épouse Thomas Tobin de Cumpshinagh à Tipperary, puis Gerald Blanchville de Blanchvillestown, Kilkenny, et enfin Thomas (ou peut-être Edmund Butler), Lord Caher, fils de Theobald Butler, 1er baron Cahir. Elle est morte sans enfant.
- Ellen, qui est la première épouse de Oliver Shortall de Ballylarkan, et qui lui donne James Shortall, son successeur. Ellen Butler est ensuite mariée à Lucas Shea, l'un de leurs descendants étant Thomas Hurley.